# لیث
لیث (گیلی اسکاتلندی: Lìte) منطقه‌ای بندری در شمال ادینبرو، اسکاتلند است.